# Danuta Strahl
Danuta Strahl (ur. 1 lutego 1945 w Zbarażu) – polska ekonomistka, profesor doktor habilitowana

## Życiorys
W 1970 ukończyła studia matematyczne na Uniwersytecie Wrocławskim. Następnie podjęła pracę w Wyższej Szkole Ekonomicznej we Wrocławiu, w 1974 przekształconej w Akademię Ekonomiczną. W 1974 uzyskała stopień naukowy doktora, w 1971 stopień naukowy doktora habilitowanego, w 1991 tytuł profesora.
W latach 1982–1987 była dziekanem Zamiejscowego Wydziału Gospodarki Miejskiej i Usług AE z siedzibą w Jeleniej Górze, w latach 1993–1996 tego samego wydziału działającego wówczas pod nazwą Wydział Gospodarki Regionalnej i Turystyki.
Była zatrudniona na stanowisku profesora zwyczajnego w Katedrze Ekonomii i Zarządzania na Wydziale Zarządzania i Logistyki Uczelni Techniczno-Handlowej im. Heleny Chodkowskiej, w Katedrze Gospodarki Regionalnej na Wydziale Ekonomii, Zarządzania i Turystyki Uniwersytetu Ekonomicznego we Wrocławiu, w Wałbrzyskiej Wyższej Szkole Zarządzania i Przedsiębiorczości, w Wyższej Szkole Menedżerskiej w Legnicy, oraz w Wyższej Szkole Zarządzania i Finansów we Wrocławiu.
Była kierownikiem Katedry Gospodarki Regionalnej na Wydziale Ekonomii, Zarządzania i Turystyki Uniwersytetu Ekonomicznego we Wrocławiu, wiceprzewodniczącą Państwowej Komisji Akredytacyjnej, przewodniczącą Zespołu ds. Polityki Informacyjnej i Relacji z Otoczeniem, Zespołu ds. Kryteriów Oceny Jakości Kształcenia, Zespołu Kierunków Studiów Ekonomicznych Polskiej Komisji Akredytacyjnej.
Pod jej kierunkiem doktorat obroniło 6 osób, z czego 4 uzyskały później stopień doktora habilitowanego (Dariusz Głuszczuk, Małgorzata Markowska, Elżbieta Sobczak, Beata Bal-Domańska).
Jest członkiem Komitetu Statystyki i Ekonometrii Polskiej Akademii Nauk.